# RDMK
RDMK е българска музикална група, създадена през 2012 г. от Радослав Радославов - Rxdi (китара, вокал, програминг), Веселин Дулев - Duli D (вокал), Асен Кукушев - Kukusheff (вокал) и Александър Митов - Muden MC (вокал). В този си състав те имат издаден един албум – „The All Boom“ (2017). В него са включени популярните песни на групата от създаването като „Бича си айляк“, "Дневен ред", "Мене не! Maybe" и др., както и нови, неиздавани песни. През 2019 г. рапърът на RDMK, Александър Митов-Muden MC решава да напусне групата и групата продължава в състав от трима. След едногодишна пауза, през (2020) подновяват активността си и започват да създават песни с повече поп звучене.

## История

### Актуални членове
Rxdi - Радослав Радославов е роден през 1983 г. в гр. Велико Търново. Занимавал се е професионално с цигулка и солфеж. С китара се занимава от 17-годишен, а две години по-късно открива компютърното музициране. Завършва бакалавърска степен "Международни икономически отношения" и магистратура "Международен бизнес и мениджмънт" в СА "Д. А. Ценов" - Свищов.
Duli D - Веселин Дулев е роден през 1984 г. в гр. Плевен. Завършил е актьорско майсторство в НБУ
На софийската сцена може да бъде видян в представленията „Капаро за трима“ (театър Сълза и Смях) и „Нагоре ли отивате“ (НДК), заедно с Kukusheff. До 2022, Дули е и част от екипа на група СкандаУ в ролята на хайп (hype man). Заедно с DJ Mati имат YouTube канал за музикални реакции.
Kukusheff - Асен Кукушев е роден през 1986 г. в гр. София. Завършил в НБУ с преподаватели Цветана Манева и Снежина Петрова. Завършва магистратура по актьорско майсторство в East 15 Acting school в Лондон.
На софийската сцена може да бъде видян в представленията „Капаро за трима“ (театър Сълза и Смях) и „Нагоре ли отивате“ (НДК). Участва и в редица филми. Има собствен хумористичен влог канал, покриващ различни популярни теми.

### Създаване и първи албум
Създадена в началото на 2012 г., групата RDMK (тогава под името Rudi, Duli, Muden & Kukusheff) става популярна още с първата си песен „Мене не!Maybe?“. Песента е нестандартна за тогавашните стандарти за хип-хоп или поп и директно се позиционира на първите места в класациите на радиа и телевизии. Тя се задържа на първо място в няколко от ТВ класациите от Юни до средата на Септември 2012. Това поставя началото на групата и те започват да обикалят страната за концертни участия.
До края на годината, групата получава предложение за съвместен проект с Теди Кацарова, който реализират в края на 2012 под името "Коледното".
През Май 2013, RDMK пускат лятната си песен "Бича си айляк". Песента моментално набира популярност и отново влиза в ефира и класациите. 
Следва първата колаборация на RDMK и Ogi 23 в песента "Дневен ред", която отново става един от летните хитове за 2014 г.
През тази година, членовете на групата се фокусират и върху индивидуалните си проекти. 
След като 5 години извършват концертната си дейност, RDMK издават през 2017 г. първият си албум, в който вкарват известните си песни, няколко колаборации, както и няколко неиздавани песни. Дизайна на обложката на албума е дело на NDOE.

### Трио с нов стил
След раздялата с Muden MC, групата започва да залага повече на поп звучене с елементи на пеене от всички членове на групата.
Първата песен след раздялата се казва "Един два шота" (2020), последвана от "О'бич"(2020), "Пряк път" с Лъчо от СканадаУ (2021) и "Устни" (2022).
През 2022 г. RDMK печелят номинацията за "Група на годината за 2022 г." от 359 Hip-Hop Awards.

### Солови проекти
Именно заради соловите проекти, групата избира първоначално да се нарече Rudi, Duli, Muden & Kukusheff, за да може всеки от тях да допринася с индивидуалните си песни към популяризацията на групата. Всички проекти са описани в частта Дискография.

## Дискография
2006
- Dj Rudi - Бири-Мири

2011
- Deepcode, Alex P & Rudi - Goodman

2012
- RDMK - Мене не! Maybe!
- RDMK - Забраната
- Teddy Katzarova & RDMK - Коледното

2013
- RDMK - На диско
- RDMK - B""ches and iLike
- Duli, Muden, T.H.A. & KMC - Нагъл

2014
- RDMK & Ogi 23 - Дневен ред
- T.H.A. & PEZ, Duli, Muden, KMC, Kukusheff, Liter Jack, Lexus & Toto - NAGUL REMIX
- Rxdi & Nikeca - Honey
- Filkata & Rxdi - Музика

2015
- RDMK - Запали
- RDMK - Долу ft. Каската & T.H.A.
- Rxdi & Missher - В големи дози
- Rxdi & Missher - В големи дози (Desso House Remix)
- Rxdi & Nikeca - Вдигай гълъбите
- Muden & Denyo - Айде малко

2016
- RDMK & Ogi 23 - Ало (Остави)
- Filkata & Rxdi - Като мен
- Liter Jack, THA & Rxdi - За мойте хора

2017
- RDMK - Тя е
- RDMK - Хейтър
- RDMK - Фънки Партизани
- RDMK - Мojo
- RDMK - Усили
- RDMK - Трапер Бате
- Toshey feat. Casper, Kukusheff, Plamen Denchev - Дъждобран
- Toshey & Kukusheff - Пусни и го пак
- RDMK - ALBUM "The All Boom"

| Година | Заглавие       | Продажби                             |
| ------ | -------------- | ------------------------------------ |
| 2017   | „The All Boom“ | над 5 000 бр. до 31 декември 2020 г. |
|        |                |                                      |

„The All Boom“ е първият албум на българската група RDMK. Съдържа 10 песни. Издаден е от RDMK.

### Песни в албума
- 1. B""ches and iLike (2013)
- 2. Запали (2015)
- 3. Остави (Ало) (2016)
- 4. Не Ми Пречи на Релакса (2018)
- 5. Мене Не! Maybe! (2012)
- 6. На Диско (2013)
- 7. Дневен Ред (2014)
- 8. Тя е (2017)
- 9. Хейтър (2017)
- 10. Фънки Партизани (2017)
- 11. Мojo (2017)
- 12. Усили (2017)
- 13. Трапер Бате (2017)
- 14. Долу (2015)
- 15. Нагъл (2013)

2018
- Toshey & Kukusheff - Първа дама
- DMS Pleven - Щит
- DMS Pleven - Не ставало ft. Светльо Христов
- RDMK & AlexMall & Gem - Не ми пречи на релакса
- Muden MC - Балканска криза
- Muden MC - Самоунижение
- RDMK, Teddy Katzarova & Дичо - Агресия

2019
- Mimi Yayo & Rxdi - Рамо до рамо
- DMS Pleven - Таралясник

2020
- RDMK - Един-два шота
- RDMK - О'бич
- Duli D - За теб

2021
- RDMK & Лъчо - Пряк път
- Rxdi, Nikeca, Ivan Tishev & toshey - Honey (Jam Session)
- ToTo H & Duli D - Mamba

2022
- Robbie Nikolov & Rxdi - Там и е чара
- RDMK & Robbie Nikolov - Песен за час/Хубаво ни беше
- RDMK - Устни

2023

## Номинации и Награди
Номинации:
- 2013 - RDMK - "Летен хит за 2013 г." - за "Бича си айляк" (359 HipHp Awards)
- 2013 - RDMK - "Най-добра група за 2013 г." (359 HipHp Awards)
- 2014 - Rxdi - 3 номинации за "Най-добра колаборация с артист от друг стил за 2014 г" (Filkata, RXDI и Missher – Музика; RXDI ft. Nikeca – Honey; RXDI ft. Nikeca – Дигай гълъбите)(359 HipHp Awards)
- 2014 - Duli D, Muden MC & Kukusehff - "Най-добра хип хоп колаборация на годината за 2014 г." с "T. H. A., Duli, Muden & KMC, Lexus, Liter Jack, Toto, Kukusheff – Нагъл 2." (359 HipHp Awards)
- 2015 - Rxdi - "Най-добър R&B артист мъж на 2014" (359 HipHp Awards)
- 2015 - Rxdi - "Дебют" (359 HipHp Awards)

Награди:
- 2022 - RDMK "Най-добра група за 2022 г." (359 HipHp Awards)